# Pervomaisk (Luhansk)
|  | Per a altres significats, vegeu «Pervomaisk». |

Pervomaisk (en ucraïnès Первомайськ i en rus: Первомайск) és una ciutat de l'óblast de Luhansk a Ucraïna, situada actualment a zona ocupada República Popular de Luhansk de la Rússia. Té una població estimada, el 2021, de 36.311 habitants.

## Història
Va ser fundada l'any 1765 amb el nom de Petro-Marievka. El 1872, a partir de mines artesanals que existien des de la dècada anterior es va iniciar l'explotació industrial de les mines de carbó. El 1920 el poblat va ser canviat de nom, Pervomaisk (primer de maig), en honor al Dia Internacional dels Treballadors. El 1938 se li va reconèixer el rang de ciutat. Al novembre de 1941 la ciutat va quedar a la línia del front entre les tropes soviètiques i alemanyes i des de juliol de 1942 va ser ocupada per les tropes nazis, sent alliberada el 1943. El desenvolupament industrial més intens es va dur a terme a les dècades de 1970 i 1980. A partir de la independència d'Ucraïna van ser tancades la planta local de producció de formigó, dues mines i diversos projectes d'infraestructura, la qual cosa va generar desocupació. La mineria continua sent una activitat clau.

## Demografia
L'evolució de la població entre 1923 i 2013 va ser la següent:
| 1923  | 1926   | 1939   | 1959   | 1970   | 1979   | 1989   | 2001   | 2009   | 2010   | 2011   | 2012   | 2013   | 2021   |
| ----- | ------ | ------ | ------ | ------ | ------ | ------ | ------ | ------ | ------ | ------ | ------ | ------ | ------ |
| 4.201 | 10.745 | 30.131 | 43.671 | 45.779 | 44.525 | 51.025 | 43.082 | 39.355 | 39.105 | 38.801 | 38.640 | 38.435 | 36.311 |

Segons el cens de 2001, la identitat ètnica de la població es distribuïa així: ucraïnesos 65,9%; russos 27,3%; belarussos 1,1% i altres 5,7% (gitanos, moldaus, tàrtars, jueus, mordvins, alemanys i iakuts).